# Sxerbinovka
Sxerbinovka (en rus: Щербиновка) és un poble de l'óblast de Saràtov, a Rússia, segons el cens del 2021 tenia 6 habitants. Pertany al districte municipal d'Atkarsk.